# Once Upon the Cross
Once Upon the Cross è il terzo album registrato in studio dalla band statunitense di death metal Deicide. Venne pubblicato nel 1995 e venne considerato particolarmente controverso a causa della sua copertina, che rappresenta l'autopsia di Gesù Cristo.
All'inizio delle canzoni "Once Upon the Cross" e "Trick or Betrayed" vi sono brevi spezzoni tratti dal film L'ultima tentazione di Cristo.

## Tracce
1. Once Upon the Cross – 3:34
2. Christ Denied – 3:38
3. When Satan Rules His World – 2:53
4. Kill the Christian – 2:57
5. Trick or Betrayed – 2:25
6. They Are the Children of the Underworld – 3:09
7. Behind the Light Thou Shall Rise – 2:59
8. To Be Dead – 2:39
9. Confessional Rape – 3:56

## Formazione
- Glen Benton - voce, basso
- Brian Hoffman - chitarra
- Eric Hoffman - chitarra
- Steve Asheim - batteria